# Sponkovačka
Sponkovačka je pracovní nářadí určené pro spoj dvou různých, nebo stejných materiálů spojovačem z drátu ve tvaru U, který je různě dlouhý, válcován a tím se mění průřez a síla drátu, z něhož je spona vyrobena. Tento spoj využívají například čalouníci při výrobě nábytku, kde na dřevěnou nebo dřevotřískovou konstrukci se přišívá tímto spojem látka nebo potah.

## Druhy sponkovaček
- Ruční sponkovačky
- Elektrické sponkovačky
- Vzduchové (pneumatické) sponkovačky
- Plynové sponkovačky
- Akumulátorové sponkovačky

Na trhu je mnoho výrobců sponkovaček např. Bea, Bostitch, Bosch, DAMET, Holzher, Josef Kihlberg, Makita, Mezger, Novus, Isaberg-Rapid, Jitool, Paslode a mnoho dalších výrobců. Spoj lze využít pro zhotovování dřevěných konstrukcí, upevňování sádrokartonových desek, přistřelování dřevěných obkladů, desek obkladových, podlahových palubek, sponkování kartonů, sponkování fólií k paletě atp.
Zajímavosti: Holzher vyrobil svou první sponkovačku v pneumatické verzi již v roce 1958.

## Ruční sponkovačky
Většinou jí má každý na psacím stole nebo v kanceláři pro sešívání papírů a dokumentů. Dále mají využití např. pro přisponkování sádrokartonového rohu, různé značení cedulek na pokácené stromy či vylepování reklamy a dřevěné telegrafní sloupy atd.

## Elektrické sponkovačky
Jsou také k nalezení na kancelářském stole, ale již u tohoto typu nalézáme využití v průmyslu nebo jako nástroj pro kutily a drobné řemeslníky. Jedná se o spony od délky 6mm až do délky 40mm.

## Vzduchové sponkovačky
Tyto stroje robustní konstrukce s délkou spony až 15cm jsou určeny pro řemeslníky, stavební firmy a výrobní provozy, nebo pro sešívání kartonových, papírových krabic a obalů. K této sponkovačce je již potřeba zdroj stlačeného vzduchu ve formě např., kompresoru. Nejvíce se využívají v dnešní době při výstavbě dřevostaveb, nebo pro přistřelování střešních šindelů a to jak dřevěných kanadských, tak asfaltový šindelů.

## Plynové sponkovačky
Mají stejné využití jako vzduchové (pneumatické), ale jejich zdroj pro úder a nastřelení spony je ve formě plynové bombičky přidělané přímo na těle sponkovačky. Tím tak odpadá stěhování kompresoru a hadice na stavby nebo montáže. Tato plynová verze je ideální pro opravy a méně náročné výrobní provozy. Cena na nastřelení jedné spony je ale dražší a to v řádu až o několika desítek procent než u vzduchové verze. Nemusíte sice kupovat kompresor, ale ten se vám zaplatí již po několika tisících nástřelech.